# مسجد غيانفابي
مسجد غيانفابي يقع المسجد في فاراناسي بولاية أوتار براديش في الهند , وقد شيد من قبل الإمبراطور المغولي أورنجزيب بعد أن هدم معبد كاشي فيشواناث الأصلي من نفس موقع المسجد، وهي تقع شمال داشسلميد غاط بالقرب من قلب مدينة داشسلميد غاط على طول نهر الغانج , ويعتبر المسجد مسجد جامع يقع في قلب مدينة فاراناسي, ويدار من قبل جمعية «انجمن انتظاميه مساجد».

## التاريخ
بني المسجد من قبل الإمبراطور أورنجزيب في عام 1664 بعد تدمير معبد كاشي فيشواناث الموجود على الموقع، ويسمى المسجد غيانفابي أة Gyanvapi بالإنجليزية وهي تعني بئر المعرفة والتي تقع بين المعبد والمسجد، ويعتقد الهندوس أن موقع البئر موقع مقدس ويأتون لزيارته بشكل يومي قبل أن يتم هدم المعبد من قبل أورنجزيب، أما دمر المعبد فقد أعيد بناؤها عدة مرات في وقت لاحق، وتم بناء هيكل المعبد الذي كان موجودا قبل بناء المسجد على الارجح من قبل رجا مان سينغ خلال عهد الأكابر.
كان الدافع وراء هدم أورنجزيب للمعبد هو الملك هروب مرثا شيفاجي وتمرد زامندار ملاك الأراضي المحليين، ويقال أن جاي سينغ الأول حفيدة رجا مان سينغ سهلت هروب شيفاجي من أغرا، وبعض زامندار قد ساعدوا شيفاجي خوفا عليه نت سلطان المغول، بالإضافة إلى ذلك كانت هناك تقارير عن البراهمة وتدخلهم في التعاليم الإسلامية، وكان القصد هدم المعبد بمثابة تحذير للفصائل الهندوس في المدينة من مكافحة المغول والزعماء الدينيين.

## المخاوف من الهدم
حاكم مرثا ملهار هولكار راو (1693 - 1766) أراد هدم المسجد وإعادة بناء المعبد في نفس موقعه، ومع ذلك لم يستطع ان يفعل ما أراد، لاحقا في عام 1780 قامت ابنته اهيلياباي هولكار بتشييد معبد كاشي فيشواناث الحالي إلى المسجد, وفي بدايات عام 1990 قامت منظمة وفيشوا هندو باريشاد بحملة لاستعادة مواقع المساجد الذي شيد بعد هدم المعابد الهندوسية بعد هدم مسجد بابري في ديسمبر عام 1992 , وتم نشر حوالي ألف من رجال الشرطة لمنع وقوع حادث مماثل في موقع مسجد، وقام زعماء حزب بهاراتيا جاناتا بتأييد طلب لاستصلاح مسجد بابري وعارضوا طلب منظمة وفيشوا هندو باريشاد بهدم مسجد غيانفابي على أساس أنه مسجد تستخدم بنشاط, والان المسجد يخضغ لحماية من قبل حماية أماكن العبادة منذ عام 1991.

## العمارة
على غرار الواجهة الجزئية على مدخل تاج محل، فان مايمز مسجد غيانفابي هي المآذن العالية والتي يزيد طولها عن 71 متر، وقد انهارت واحدة من المآذن خلال فيضانات 1948 في المدينة، ويمكن رؤية بقايا أساسات المعبدين السابقين عند أساسات المسجد والأعمدة في الجزء الخلفي من المسجد.